# Luís Gaspar
Luís Miguel Vieira Gaspar, mais conhecido por Luís Gaspar (n. Lisboa, 31 de Dezembro de 1973), é um actor português.

## Biografia
Tirou o Curso de Formação de Actores, na Escola Superior de Teatro e Cinema do Instituto Politécnico de Lisboa, e ingressou nos Artistas Unidos. Participou nas peças Na Selva das Cidades e A Queda do Egoísta Johan Fatzer, de Bertolt Brecht, Prometeu Agrilhoado/Libertado, de Jorge Silva Melo, entre outras. No Teatro da Cornucópia interpretou A Sombra de Mart, de Stig Dagerman, dirigido por Luís Assis, Hamlet, de Luís Buñuel, com Ricardo Aibéo, D. João e Fausto, de Christian Dietrich Grabbe, com Christine Laurent. Encenou Amok de Jacinto Lucas Pires, Morrer de José Maria Vieira Mendes, baseado em textos de Kafka, e Dois Homens a partir de Stefan Zweig. No cinema participou, entre outros, em António, um Rapaz de Lisboa, de Jorge Silva Melo, em 1999.

## Televisão
| Ano         | Projeto                           | Papel                 | Notas                                 | Canal        |
| ----------- | --------------------------------- | --------------------- | ------------------------------------- | ------------ |
| 1994 - 1995 | Trapos e Companhia                |                       | Ator Convidado                        | TVI          |
| 1997 - 1997 | Riscos                            | Elenco Adicional      | RTP1                                  |              |
| 1998        | A Grande Aposta                   | Elenco Adicional      | RTP1                                  | Rapaz no bar |
| 1999        | Todo o Tempo do Mundo             | Elenco Adicional      |                                       | TVI          |
| 2000        | Crianças SOS                      | Elenco Adicional      | Rogério                               | TVI          |
| 2001        | Super Pai                         | Elenco Adicional      | Informático                           | TVI          |
| 2001        | Ajuste de Contas                  | Elenco Adicional      | Arrumador                             | RTP1         |
| 2001        | Maiores de 20                     | César                 | Elenco Regular                        | RTP1         |
| 2001 - 2002 | A Senhora das Águas               | Valter Saias          | Elenco Principal                      | RTP1         |
| 2002 - 2003 | O Último Beijo                    | Juvenal Araújo        | Elenco Principal                      | TVI          |
| 2003        | Coração Malandro                  | Renato                | Elenco Principal                      | TVI          |
| 2004        | O Jogo                            | John                  | Elenco Adicional                      | SIC          |
| 2004        | Só Gosto de Ti                    |                       | Elenco Adicional                      | SIC          |
| 2004 - 2005 | Inspector Max                     | Gabriel               | Ator Convidado                        | TVI          |
| 2004 - 2005 | Inspector Max                     | Adriano Martins       | Ator Convidado                        | TVI          |
| 2004 - 2006 | Morangos com Açúcar               | Durval Madureira      | Elenco Principal                      | TVI          |
| 2006 - 2007 | Jura                              | Iñaki                 | Elenco Adicional                      | SIC          |
| 2006 - 2008 | Aqui Não Há Quem Viva             | Gustavo Maria Fidalgo | Elenco Principal                      | SIC          |
| 2007 - 2008 | Chiquititas                       | Pierre de Mont        | Elenco Principal                      | SIC          |
| 2008        | Tu e Eu                           | Joaquim Vinagre       | Elenco Principal                      | TVI          |
| 2008        | Tu e Eu                           | Jaime Pereira         | Elenco Principal                      | TVI          |
| 2009 - 2010 | Pai à Força                       | Jorge                 | Elenco Principal                      | RTP1         |
| 2010        | Cidade Despida                    | João Correia          | Elenco Adicional                      | RTP1         |
| 2010        | Meu Amor                          |                       | Elenco Adicional                      | TVI          |
| 2010        | Espírito Indomável                | David                 | Elenco Adicional                      | TVI          |
| 2010        | A Noite do Fim do Mundo           | Miguel Costa          | Elenco Principal                      | RTP1         |
| 2011        | Conta-me Como Foi                 |                       | Elenco Adicional                      | RTP1         |
| 2011        | Liberdade 21                      | João                  | Atores Convidados (Segunda temporada) | RTP1         |
| 2011        | Rosa Fogo                         |                       | Elenco Adicional                      | SIC          |
| 2011 - 2012 | Anjo Meu                          | Rui Calado            | Elenco Principal                      | TVI          |
| 2012        | Dancin' Days                      |                       | Elenco Adicional                      | SIC          |
| 2012        | O Primogénito                     | Pedro                 | Protagonista                          | RTP1         |
| 2012        | Maternidade                       | Simão                 | Elenco Adicional                      | RTP1         |
| 2013        | Sinais de Vida                    | Dr. David Ramalho     | Protagonista                          | RTP1         |
| 2013        | Bem-Vindos a Beirais              | Duarte                | Elenco Adicional                      | RTP1         |
| 2013 - 2015 | Os Nossos Dias                    | Gonçalo Monteiro      | Elenco Principal                      | RTP1         |
| 2014        | O Bairro                          | Carlos                | Elenco Principal                      | TVI          |
| 2014        | O Beijo do Escorpião              | Maxman                | Elenco Adicional                      | TVI          |
| 2014        | O Beijo do Escorpião              | Lúcio                 | Elenco Adicional                      | TVI          |
| 2014 - 2015 | Mulheres                          | Jorge Rodrigues       | Antagonista                           | TVI          |
| 2015 - 2016 | Santa Bárbara                     | Macário               | Elenco Principal                      | TVI          |
| 2016 - 2017 | Rainha das Flores                 | António Rosado        | Elenco Principal                      | SIC          |
| 2017 - 2018 | Espelho d'Água                    | Jaime Rodrigues       | Elenco Principal                      | SIC          |
| 2017        | Ministério do Tempo               | Clemente              | Participação Especial                 | RTP1         |
| 2019        | Teorias da Conspiração            | Faria                 | Elenco Adicional                      | RTP1         |
| 2019        | Alma e Coração                    | Pedro Mascarenhas     | Elenco Principal                      | SIC          |
| 2019 - 2020 | Na Corda Bamba                    | Artur Aguiar          | Elenco Principal                      | TVI          |
| 2020 - 2021 | Bem Me Quer                       | Barnabé               | Elenco Principal                      | TVI          |
| 2021        | Golpe de Sorte (4.ª temporada)    | Inspetor Moura        | Elenco Adicional                      | SIC          |
| 2021        | A Consoada- Uma História de Natal | Segurança             | Participação                          | TVI          |
| 2023 - 2024 | Festa É Festa                     | El Cacto              | Elenco Adicional                      | TVI          |
| 2023        | Salgueiro Maia: O Implicado       | Comando               | Elenco Adicional                      | RTP1         |
| 2023        | A Casa da Aurora                  | Bernardo              | Ator Convidado                        | SIC          |

## Cinema
- La Reine Margot, realização de Patrice Chéreau, 1993
- António, Um Rapaz de Lisboa, realização de Jorge Silva Melo, 1999
- Um Dia na Vida de Ana S., realização de Gil Ferreira, 2001
- Noite Branca, realização de Gil Ferreira, 2005
- A Ilha dos Escravos, realização de Francisco Manso, 2007
- Trabalho Sujo, realização de Celso Leite, 2009
- Telefilme A Noite do Fim do Mundo, realização de Henrique Oliveira, 2010
- Planeta Adormecido, realização de Luciano Ottani e José Manuel Abrantes, 2010
- Tabu, realização de Miguel Gomes, 2011
- telefilme O Primogénito, realização de António Figueirinhas, 2012
- Bairro, realização de Jorge Cardoso, Lourenço de Mello, José Manuel Fernandes e Ricardo Inácio, 2012
- Onde Está a Tia?, realização de Nicolau Breyner, 2013